# Michael Scovotti
Michael A. Scovotti (* 22. August 1978 in New York City, New York) ist ein US-amerikanischer Schauspieler und Synchronsprecher.

## Leben
Scovotti wurde am 22. August 1978 in New York City geboren, verlebte allerdings auch einige Zeit als Kind in White Plains und Bronxville. Er hat eine jüngere Schwester. Während seiner College-Zeit war er Kapitän des Lacrosse-Teams und spielte für Hollywood Lacrosse. Von 1996 bis 2000 machte er seinen Bachelor of Arts an der Katholische Universität von Amerika im Fach Kommunikation. Seit September 2009 ist er mit Jennifer Corniea Scovotti verheiratet. Die beiden wurden 2013 Eltern einer Tochter und 2018 wurde ein gemeinsamer Sohn geboren.
Ab 2002 war Scovotti auch als Fernseh- und Filmschauspieler zu sehen. So wirkte er im Fernsehfilm Porn ’n Chicken, im Spielfilm Manhattan Love Story, im Kurzfilm Boot and Rally und in jeweils einer Episode der Fernsehserien Law & Order und Will & Grace mit. Zwischen 2003 und 2004 spielte er in verschiedenen Rollen in der Fernsehserie Passions mit. Von 2012 bis 2013 spielte er in fünf Episoden der Fernsehserie The Flip Side mit. Von 2014 bis 2019 spielte er die Rolle des Officer Jones in 13 Episoden der Fernsehserie General Hospital sowie 2019 außerdem die Rolle des Officer Cervantes in zwei Episoden derselben Serie. In den nächsten Jahren folgten Episodenrollen in den Fernsehserien Scandal, CSI: Cyber, Shades of Blue und in der Miniserie Hollywood. 2019 wurde mit ihm die Rolle des Officer Janz im Fernsehfilm Psycho BFF besetzt. 2022 war er im Science-Fiction-Film Battle for Pandora in der Rolle des Colonel William Bradly zu sehen.

## Filmografie (Auswahl)

### Schauspiel
- 2002: Porn ’n Chicken (Fernsehfilm)
- 2002: Law & Order (Fernsehserie, Episode 13x05)
- 2002: Will & Grace (Fernsehserie, Episode 5x08)
- 2002: Manhattan Love Story (Maid in Manhattan)
- 2002: Boot and Rally (Kurzfilm)
- 2003–2004: Passions (Fernsehserie, 5 Episoden, verschiedene Rollen)
- 2005: Schuldig oder nicht schuldig (Guilty or Innocent?, Fernsehserie)
- 2006: Lucid (Kurzfilm)
- 2006: Under Pressure (Kurzfilm)
- 2007: Saturday Night Special (Kurzfilm)
- 2008: Live Fast, Die Young
- 2009: The Hustler (Fernsehserie, Episode 1x04)
- 2009: A Lonely Place for Dying
- 2010: Cold Case – Kein Opfer ist je vergessen (Cold Case, Fernsehserie, Episode 7x16)
- 2012: Democracy at Work
- 2012–2013: The Flip Side (Fernsehserie, 5 Episoden)
- 2013: Share the Dare (Kurzfilm)
- 2013: Conscious (Kurzfilm)
- 2014: Castle (Fernsehserie, Episode 7x06)
- 2014: Star Bound (Kurzfilm)
- 2014–2019: General Hospital (Fernsehserie, 15 Episoden)
- 2015: Scandal (Fernsehserie, Episode 4x14)
- 2015: Larry Gaye: Renegade Male Flight Attendant
- 2015: CSI: Cyber (Fernsehserie, Episode 2x05)
- 2016: Shades of Blue (Fernsehserie, Episode 1x12)
- 2018: Pushing Skills (Miniserie, Episode 1x01)
- 2019: Babysplitters
- 2019: Psycho BFF (Fernsehfilm)
- 2020: Zeit der Sehnsucht (Days of Our Lives, Fernsehserie, 3 Episoden)
- 2020: Hollywood (Miniserie, Episode 1x07)
- 2020: The Possum (Kurzfilm)
- 2021: Killer Profile (Fernsehfilm)
- 2022: Love Under the Lemon Tree (Fernsehfilm)
- 2022: Battle for Pandora
- 2023: You Can’t Escape Me (Fernsehfilm)

### Synchronisation
- 2007: Battle for Terra (Terra, Animationsfilm)